# حياة وسيرة فريدريك دوغلاس

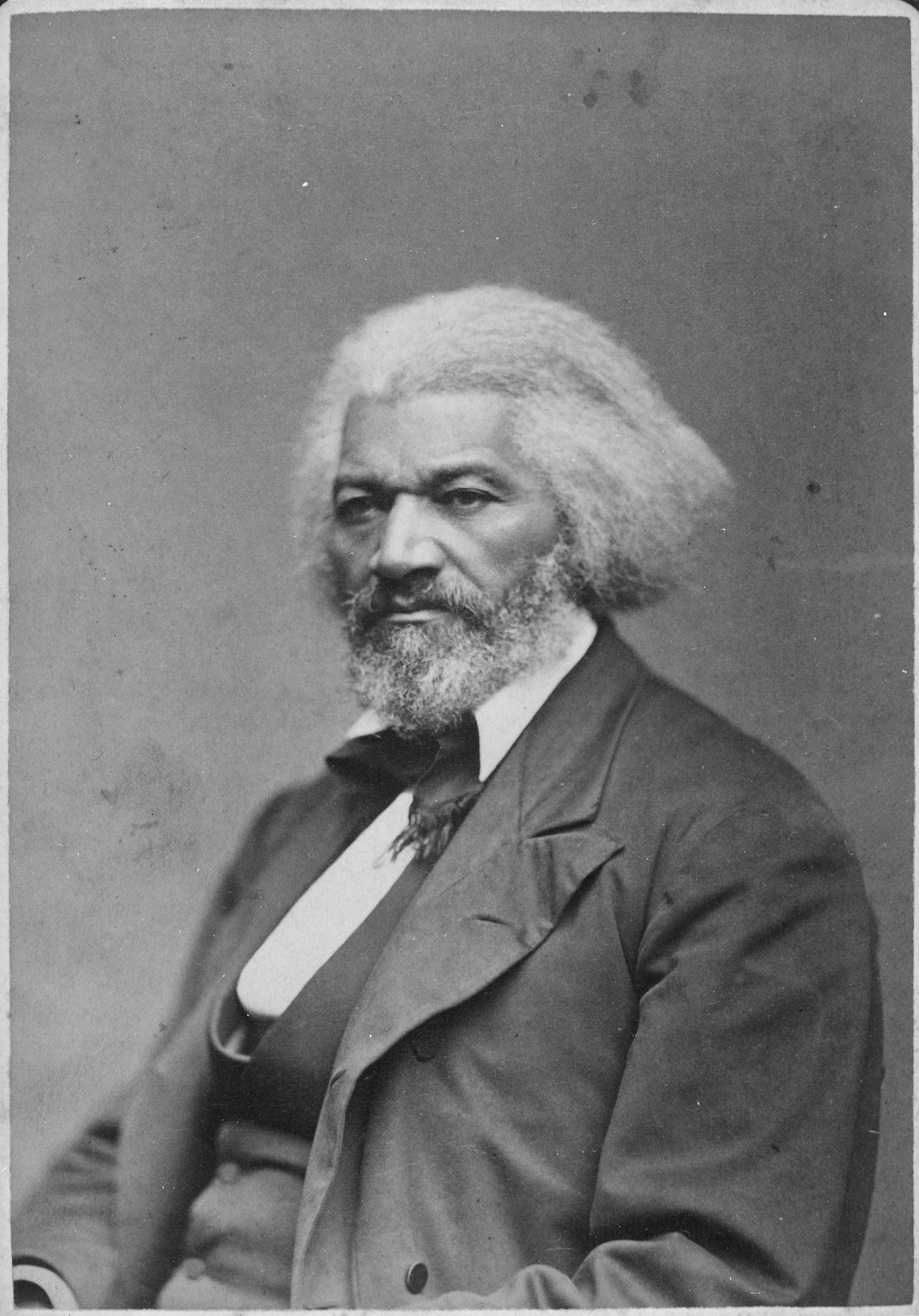
فريدريك دوغلاس, 1879

حياة وأوقات فريدريك دوغلاس هي سيرته الذاتية الثالثة التي نشرت عام 1881 تم تعديلها في عام 1892، بسبب تحرير العبيد الأمريكيين أثناء وبعد الحرب الاهلية الأمريكية فإن دوغلاس قد قدم الكثير من التفاصيل عن حياته كعبد وهروبه من العبودية في هذا المجلد، أكثر مما قد قدمه في سيرته الذاتية السابقة (مما كان يعرضه هو وعائلته في خطر). إنها السيرة الذاتية الوحيدة لدوغلاس التي تتحدث عن حياته أثناء وبعد الحرب الاهلية بما في ذلك لقائه مع الرؤساء الأمريكيين مثل لينكون وجارفيلد وبيانه عن "بنك فريدمانز" المشؤوم وخدمته بصفته مارشال الولايات المتحدة لمقاطعة كولومبيا. سلط فريدريك دوغلاس الضوء على حياة الشخص المستعبد، على الرغم من أنها الأقل دراسة وتحليلا إلا أن حياة فريدريك دوغلاس ووقته سمحا للقراء برؤية حياته ككل.
أدت مراجعة عام 1892 إلى تحديث قصة دوغلاس بثلاثة عشر فصلاً جديدًا، غطت الثلاثة الأخيرة منها تجربته في هايتي والتي كان وزيرًا لها في الولايات المتحدة من عام 1889 إلى عام 1891.
العنوان الكامل لكلا نسخ عام 1881 وعام 1892 هو حياة وسيرة فريدريك دوغلاس الذي كتبه بنفسه، مثل حياته المبكره كعبد وهروبه من العبودية وتاريخ حياته الكاملة حتى يومنا هذا بما في ذلك علاقته بحركة مناهضة العبودية. أعماله في بريطانيا العظمة وكذلك أعماله في دولته وهي تجربته في إدارة إحدى الصحف المؤثرة، علاقته بالسكك الحديدية تحت الأرض وكذلك علاقته مع جون براون وغارة هاربرز فيري، تجنيده للقدس 54 و55 وكتيبة ملونة ومقابلته مع الرئيسان لينكولن وجونسون. بالإضافة إلى تعيينه من قبل الجنرال جرانت لمرافقة لجنة سانتو دومينقو- أيضا حصل على مقعد في مجلس مقاطعة كولومبيا، تم تعيينه كمارشال للولايات المتحدة من قبل الرئيس رذرفورد هايز وكذلك تعيينه من قبل الرئيس جيمس أبرام جارفيلد مع العديد من الأحداث الأخرى المثيرة للاهتمام والمهمة في حياته المليئة بالأحداث مع مقدمة بواسطة السيد جورج ل. روفين من بوسطن. هارت فورد، كون: شركة بارك للنشر، 1881 بوسطن: شركة دي وولف وفيسك، 1892.
العنوان الكامل للطبعة البريطانية لعام 1882 هو حياة فريدريك دوغلاس ووقته، من 1817 إلى 1882، كتبها بنفسه مصورة مع مقدمة من صاحب الحق لجون برايت وهو عضو البرلمان لندن: مكتب العصر المسيحي، ١٨٨٢.

## الجزء الأول

### الفصل 1-4
يبدأ دوغلاس بوصف ذكريات طفولته القديمة عندما كان يعيش مع أجداده، بيتسي واسحاق بيلي حتى سن السابعة أو الثامنة، لقد وُلِد مستعبدًا في مقاطعة تالبوت على الشاطئ الشرقي لماريلاند وتحدث دوغلاس عن كيف كانت تُعامل جدته بشكل أفضل من باقي الأشخاص ذوي البشرة الداكنة في المنطقة. يدعي دوغلاس أنه لا يعلم إلا قليلا عن نسبه كون والدته نادرا ما كانت تراه كشخص مستعبد "مستأجر" وأيضا هو ليس متأكد من هوية والده، إنه يتذكر أنه علم عن كونه استعبد عندما تم إجباره على مغادرة مقصورة أجداده للعيش في مزرعة لويد، وصف دوغلاس تفاصيل القسوة التي شهدها وعاشها بينما كان يعيش في مزرعة لويد.

### الفصل 5-8
وصف دوغلاس تفاصيل العديد من التفاعلات القاسية التي شهدها في المزرعة بين الكابتن انثوني والعبيد، كان الوصف بشكل خاص حول تفاعلات الكابتن مع النساء المستعبدات اللاتي لم يكن لديهم سيطرة على ما حدث لهم، لقد تم وصف الاعتداء الجنسي على أنه حالة مستمرة في حياة النساء المستعبدات. يصف دوغلاس في الفصل السابع حياة ومنزل العقيد لويدز الذي يتناقض مع أهوال العبودية، كذلك وصف الخصائص المميزة للمشرفين في المزرعة، بما في ذلك اوستين جور خليفة السيد هوبكنز، كما ذكر أيضًا تفاصيل عن كيف تم قتل العبيد من قبل مشرفيهم مثل بيل دنبي،الذي أطلق عليه جور النار ولم يتلق المشرق أي عقوبة من قبل رؤسائه.

### الفصل 9-13
يصادق دوغلاس شخصين من البيض من عائلة العقيد لوكريشيا (ابنة الكابتن انتوني وزوجة الكابتن توماس اولد) ودانييل لويد (الابن الأصغر للعقيد لويد)، أبلغ لوكريشيا دوغلاس بأنه سيتم إرساله للعيش مع السيد هوغ اولد، وصف انتقاله إلى بالتيمور وماري لاند بنقطة التحول في حياة دوغلاس، يسلط دوغلاس الضوء على مدى وحشية بالتيمور في ممارسات الاستعباد على الرغم من قربها من دولة حرة. كان كل من السيدة أولد ودوغلاس على تواصل مما جعلها تعطيه دروسًا في القراءة والكتابة ولكن عندما اكتشف السيد اولد أن زوجته تعلم دوغلاس منعها من القيام بذلك، في هذه اللحظة استوعب دوغلاس ارتباط المعرفة بالحرية فمن بعد دروس السيدة اولد بحث دوغلاس عن طرق أخرى لتثقيف نفسه مثل حمل كتاب تعاويذ وشراء "الخطيب الكولومبي". مع اكتساب المعرفة يبدأ دوغلاس نقاشا داخليا حول أخلاقيات العبودية. يشجع تشارلز لوسن وهو رجل اسود يقيم بالقرب من عائلة اولدز دوغلاس على التركيز على المسيحية. مع وفاة الكابتن انتوني فإن كل ممتلكاته بما في ذلك العبيد تم تقسيمها بين أبنائه اندرو ولوكريشيا، بعد التقسيم أصبح دوغلاس ملكا للوكريشيا والكابتن توماس اولد، اُخذ دوغلاس من بالتيمور بعد وفاة لوكريشيا.

### الفصل 14-17
يحرم الكابتن توماس اولد عبيده من الطعام ويسئ معاملتهم ويعتقد الكابتن أن دوغلاس مدلل ويأخذه إلى ادوارد كوفي وهو رجل قاسي معروف بتحويل العبيد إلى مطيعين، تعرض دوغلاس تحت سيطرة كوفي للجلد الشديد والإرهاق وسوء المعاملة، يصف دوغلاس كوفي بأنه مسيحي منافق. في أحد الأيام بينما يعمل في الحقل ينهار دوغلاس لأن مرض من العمل المجهد ويعتقد كوفي أنه يكذب ولذلك يركله، فيعود دوغلاس إلى سانت مايكلز ويتوسل للكابتن توماس اولد ألا يعيده إلى كوفي ولكن الكابتن يرفض طلبه، عندما يعود دوغلاس يستعد كوفي لجلده ولكن يقاوم دوغلاس وفي بعض الأحيان يثبت أنه أقوى من كوفي ومن بعد القتال لم يهزم المشرفون دوغلاس أبدا مرة أخرى.

### الفصل 18-21
يتنقل دوغلاس إلى مزرعة ويليم فريلاندز بعد مرور عام من الإقامة مع كوفي الذي يُعتبر أنه أقل قسوة من كوفي، يبدأ دوغلاس مدرسة الأحد مع العبيد الآخرين الذين يعملون معه، خلال سنته الثانية من العمل في مزرعة فريلاندز قرر دوغلاس الهروب والتوجه شمالًا، يثق دوغلاس ببعض زملائه العبيد الذين يخططون أيضا للهرب ومع ذلك فقد تعرضوا للخيانة والسجن. يقرر الكابتن توماس اولد عدم بيع دوغلاس في أقصى الجنوب وبدلًا من ذلك يرسله إلى بالتيمور،؛حيث يعيش مع صوفيا اولد وهيو. يعقد دوغلاس صفقة مع اولد حيث يعمل في مكان آخر ويسمح له بالاحتفاظ بجزء صغير من أرباحه بينما يحصل اولد على الباقي.
إلا أن دوغلاس يحضر اجتماع المعسكر الميثودي دون طلب الإذن من أسياده مما يثير غضب اولد ولكنه أثناء التخطيط للهروب كان يُمثل أنه عبد مطيع. أخيرا نجح في الوصول إلى نيو بيدفورد ولكنه لم يقدم تفاصيل عن كيفية قيامه بذلك لحماية من ساعدوه على الهروب.

## الجزء الثاني

### الفصل 1-5
لم يكشف دوغلاس عن الأسباب لهروبه في روايته الأولى لأن تلك التفاصيل قد تلحق الأذى بالأخرين، لقد تمكن من الهرب بزي بحار يحمل وثيقة "حماية البحار" التي استعارها من صديق. كونك بحارا كان منصبا شائعا بالنسبة للسود الأحرار. صعد دوغلاس على متن قطار من بالتيمور إلى فيلادلفيا حيث تمكن من استخدام الوثيقة لركوب القطار بنجاح. بعد التغلب على العقبات بنجاح يصل دوغلاس إلى فيلادلفيا ويستقل قطارًا آخر متجهًا إلى نيويورك، بعد وصوله إلى نيويورك أدرك دوغلاس أن الوضع ليس آمنًا هناك بالنسبة للعبيد الهاربين. بفضل علاقاته وخبرته في مجال المحاكاة أصبح دوغلاس قادرا على الذهاب الى نيو بيدفورد في ماساتشوستس. يجد دوغلاس منزلا في ماساتشوستس ويغير لقبه إلى دوغلاس. القى خطابه الأول في عام 1841 نيابة عن الغاء العبودية، تنظم جمعية مكافحة العبودية في نيو انجلاند التي يعد دوغلاس جزءًا منها في ست من الولايات الحرة ولكن الأمور لا تسير كما هو المتوقع. يحاول رجل في سيراكيوز ونيويورك تحويل مناقشة إلغاء العبودية إلى الشيوعية. ففي روتشستر ونيويورك وكلينتون وأوهايو تم قبول قضية إلغاء عقوبة الإعدام بشكل إيجابي في حين في بندلتون بإنديانا هاجم الغوغاء دوغلاس وغيره من دعاة إلغاء عقوبة الإعدام مما أدى إلى إصابتهم.

### الفصل 6-8
بعد نشر روايته عام 1845 ذهب دوغلاس إلى إنجلترا حيث لم يواجه أي تحيز على الإطلاق. دوغلاس قادر على جمع المال الكافي لشراء حريته من الكابتن توماس اولد. بعد عودته من أوروبا استقر دوغلاس في روتشستر وأصدر صحيفة نورث ستار وهي صحيفة مناهضة للعبودية، يناقش دوغلاس في الصحيفة الدستور الأمريكي وكيف أنه وثيقة مؤيده للحرية. لايزال دوغلاس يعاني من التحيز حيث يعيش في روتشستر ويلفت الانتباه الى النظام القمعي الدائم، أثناء عمله كقائد للسكك الحديدية تحت الأرض ساعد دوغلاس العبيد الهاربين الذين يحاولون الذهاب الى كندا. كان لالتقاء دوغلاس بأشخاص مختلفين مثل جون براون وهارييت بيتشر ستو الذين أثروا في حياته كمدافع عن إلغاء عقوبة الإعدام.  

### الفصل 9-12
يناقش دوغلاس كيف زاد التوتر بين الشمال والجنوب حيث أثرت الحركات المناهضة للعبودية على ملكية العبيد. سيطر جون براون ورفاقه على الترسانة الفيدرالية في هاربرز فيري في فيرجينيا كجزء من مخطط أكبر لتحرير العبيد. افترض الناس ان دوغلاس متورط بسبب علاقته ببراون وبالتالي أصبح هاربا مطلوبا من قبل الحكومة الفيدرالية وولاية فرجينيا على الرغم من أن دوغلاس كان على علم بخطة براون، إلا أنه لم يكن موافقًا على الفكرة لأنه اعتقد أنها محكوم عليها بالفشل، هرب دوغلاس إلى كندا ثم سافر إلى إنجلترا بعد أن أصبح هاربًا مطلوبًا، أثناء وجوده في أوروبا يكتشف دوغلاس أن ابنته آن قد توفيت ويقرر العودة إلى أمريكا بغض النظر عن العواقب. مع انتخاب الرئيس إبراهام لنكولن ينظر دوغلاس إلى الحرب الأهلية الأمريكية باعتبارها معركة لإنهاء نظام العبودية. التقى دوغلاس بلينكولن الذي رحب به في البيت الأبيض واستمع إلى مخاوفه بشأن المعاملة غير المتساوية للسود، أدى إعلان تحرير العبيد الذي أصدره الرئيس لينكولن في الأول من يناير عام 1863 لتحرير العبيد في منطقة الحكومات المتمردة.

### الفصل 13-19
بعد إلغاء العبودية أدرك دوغلاس إن العبيد المحررين بحاجة الى مناصرين للتحدث نيابة عنهم، يستمر دوغلاس بإلقاء الخطب التي تسعى إلى تحقيق المساواة، تم انتخابه من قبل مواطني روتشستر لتمثيلهم في المؤتمر الوطني الموالي. يلتقي دوغلاس بأماندا سيرز وهي ابنة لوكريشيا اولد عندما كان يسير في الموكب، أسس دوغلاس العصر الوطني الجديد بعد انتقاله إلى واشنطن العاصمة، كما أصبح دوغلاس عضوًا في مجلس أمناء شركة فريدمان للادخار والثقة ومن ثم تم انتخابه رئيسًا للبنك، قام دوغلاس بزيارة الكابتن توماس اولد عام 1877 عندما عاد إلى سانت مايكلز. أخبره سيده السابق أنه كان "ذكيا جدا" بحيث لا يمكن استبعاده وكان على حق في الهروب، كما أنه زار مزرعة لويد التي تجلب ذكريات من ماضيه كعبد. يناقش دوغلاس كيف عانى من التحيز حتى كشخص حر، على سبيل المثال عند محاولته في تناول العشاء أثناء السفر في باخرة يقوم الأشخاص البيض بإخراجه من المقصورة بسبب لون بشرته، في الفصل الأخير من الجزء الثاني يشكر دوغلاس الأشخاص الذين يعرفهم والذين شاركوا في الحركة المناهضة للعبودية، بالإضافة إلى تأمله في هدف الإنسان في الحياة. يختتم دوغلاس الجزء الثاني بالاعتراف بأن هدفه من سرد قصته قد تحقق.

## الجزء الثالث

### الفصل 1-7
تم كتابة الجزء الثالث من الرواية بعد عشرة سنوات من كتابة ونشر دوغلاس للجزئين الأول والثاني. في الفصل الأول يتأمل دوغلاس أيام الغاء عقوبة الإعدام بينما تناقش الفصول المتبقية احداث 1881-1891، يناقش دوغلاس تنصيب الرئيس جيمس جارفيلد ووفاته لاحقًا بعد حوالي شهر من إطلاق النار عليه من قبل تشارلز جيه غيتو، شغل دوغلاس منصب مارشال الولايات المتحدة لمقاطعة كولومبيا عندما أصبح جيمس غارفيلد رئيسًا وقد أثرت وفاته على دوغلاس وآماله في المساواة. قبل وفاته أبلغ الرئيس جارفيلد دوغلاس بخطته لتعيين رجل اسود وزيرا للولايات المتحدة، أصبح دوغلاس مسجل صكوك مقاطعة كولومبيا الذي يستمتع به أكثر من منصبه السابق، تم الحكم على دوغلاس لأنه تزوج مرة أخرى من امرأة تدعى هيلين بيتس بعد عامين من وفاة زوجته.
يعرب دوغلاس عن إعجابه بالرئيس جروفر كليفلاند لأنه "يتصرف بناءً على قناعاته" ويجادل بأن نتائج رئاسة 1884 كانت بسبب حقيقة أن الجمهوريين تجاهلوا السود كوسيلة لزيادة الدعم الجنوبي.

### الفصل 8-13
يتأمل دوغلاس رحلته الى أوروبا وبقية العالم مع زوجته في عام 1886 والأشخاص الذين التقى بهم في بريطانيا العظمى قبل سنوات، لقد شرح بالتفاصيل المشهد والأشخاص الذين التقى بهم على طول الطريق ويواصل القاء الخطب في جميع أنحاء العالم متحدثا نيابة عن السود بهدف تحقيق المساواة العرقية. تحدث دوغلاس تحديدًا ضد قرار المحكمة العليا بإبطال قانون الحقوق المدنية لعام 1875، تم تعيين دوغلاس وزيرًا مقيمًا وقنصلًا عامًا لجمهورية هايتي من قبل الرئيس هاريسون في عام 1889 ومع ذلك بعد مرور بعض الوقت فقد استقال دوغلاس من هذا المنصب بسبب الضغط العام المتزايد من الصحافة الأمريكية، يتناول الفصلان الأخيران من الجزء الثالث سلوكه كوزير لهايتي على الرغم من أن دوغلاس يختتم كتابه بلهجة مفعمة بالأمل إلا أنه لا توجد نهاية سعيدة.

## الشخصيات الرئيسية
- فريدريك دوغلاس: كاتب وناشط اجتماعي ومتحدث عام وعبد سابق.

- صوفيا أولد: زوجة هيو أولد التي عاملت دوغلاس في البداية بلطف شديد وأعطته دروسًا في كيفية القراءة والكتابة ولكن بناءً على طلب من زوجها توقفت عن تعليم دوغلاس وحاول منعه من اكتساب المعرفة.

- بيتسي بيلي: جدة فريدريك دوغلاس التي احتوت دوغلاس في بيتها حتى بلغ السابعة من عمره.

- الكابتن آرون أنتوني: المالك القانوني الأول لدوغلاس ويوصف الكابتن أنتوني بأنه مستعبد قاسي ورجل غير سعيد.

- لوكريشيا أولد: ابنة الكابتن آرون أنتوني اللطيفة جدًا تجاه دوغلاس، اعتادت لوكريشيا على إحضار الخبز إلى دوغلاس في الليالي التي كان يشعر فيها بالجوع.

- الكابتن توماس أولد: زوج لوكريشيا أولد الذي استحوذ على دوغلاس بمجرد وفاة زوجته، يرسل الكابتن توماس أولد دوغلاس للعمل في مزرعة إدوارد كوفي، حيث يتعرض لإساءة شديدة.

- أوستن جور: مشرف على مزرعة لويد يوصف بأنه قاسٍ للغاية فقد قتل جور بيل دينبي أحد العبيد في مزرعة لويد.

- إدوارد كوفي: المعروف باسم "محطم الزنوج" وهو يسيء معاملة العبيد الذين يعملون في مزرعته كوسيلة لجعلهم أكثر طاعة. بعد تعرضه للكثير من الإساءات من كوفي انخرط فريدريك في قتال معه مما وضع حدًا لسوء معاملة كوفي الجسدية لدوغلاس.

- تشارلز لوسون: رجل أسود يشرح قوة المسيحية لدوغلاس.

- جون براون: الرجل الذي أثر على حياة دوغلاس باعتباره من دعاة إلغاء عقوبة الإعدام، أغار براون ورفاقه على الترسانة الفيدرالية في هاربرز فيري في فيرجينيا كجزء من مخطط أكبر للتحريض على انتفاضة العبيد.

## ردود الفعل على النص
انتقد العديد من العلماء حياة وسيرة فريدريك دوغلاس وأصيب دوغلاس بخيبة أمل من الطريقة التي تم بها تلقي روايته. تجاهلت الصحف الأمريكية الأفريقية روايته الثالثة تمامًا من 1880 الى 1890، انتقد ويليام أندروز بالإضافة إلى علماء آخرين حقيقة أن السيرة الذاتية الأخيرة لدوغلاس يمكن اعتبارها تحولًا في الأدب الأمريكي الأفريقي من "تأكيد الهوية السوداء ضد الهوية السوداء". "الأمة التي تملك العبيد" إلى "التكيف مع قيم وأهداف الطبقة الوسطى البيضاء التي حاولوا استيعابها". بالنسبة للعلماء المذكورين فإن السيرة الذاتية الأخيرة لدوغلاس تفتقر الإحساس بالهدف في فترة ما بعد الحرب الأهلية. يرى علماء آخرون أن دوغلاس يحاول في "حياة وأوقات فريدريك دوغلاس" الهروب من "حشو اللغة". بينما ركز دوغلاس في روايتيه السابقتين على السعي لمحو الأمية، سعى في "الحياة والأزمنة" إلى "إعادة" التواصل مع عالم خارج اللغة". يجادل غراندت بأن دوغلاس يجد صعوبة في "الهروب من حشو اللغة عن طريق وضع السواد الأصيل خارج النص نفسه"، أدى التحول في التركيز على السيرة الذاتية الثالثة لدوغلاس إلى جعلها الأقل درس من جميع السير الذاتية الثلاث له. يعتقد علماء آخرون أن حياة وأوقات فريدريك دوغلاس تعاني من فقدان "القوة العاطفية والاقتصاد".